# Хомер Глен (Илиноис)
Хомер Глен (енгл. Homer Glen) град је у америчкој савезној држави Илиноис.

## Демографија
По попису из 2010. године број становника је 24.220.
| Група             | 2000.    | 2010.          |
| Белци             | 0 (0,0%) | 22.215 (91,7%) |
| Афроамериканци    | 0 (0,0%) | 139 (0,6%)     |
| Азијати           | 0 (0,0%) | 423 (1,7%)     |
| Хиспаноамериканци | 0 (0,0%) | 1.189 (4,9%)   |
| Укупно            | 0        | 24.220         |